# حلباب الخس
حِلْبَاب الخَسّ أو اللاكتوكاريوم هو السائل اللبني الذي تفرزه عدة أنواع من أنواع الخس، خاصة خس نفاذ ، عادة، يفرز هذا السائل من قاعدة السيقان. يُعرف هذا المركب أيضا بلقب أفيون الخس بسبب خصائصه التي تعتبرمهدئة ومسكنة. كما تم الإبلاغ والتقرير على أنه يعزز الإحساس الخفيف بالإبتهاج (نشوة).  نظرًا لأنه لثى، فإن اللاكتوكاريوم يشبه الأفيون فيزيائيًا، حيث يُفرز على شكل سائل أبيض ويمكن إختزاله إلى مادة صلبة سميكة قابلة للتدخين.

## تاريخ
استخدم المصريين القدماء «أفيون الخس»، وتم تقديمه كدواء في الولايات المتحدة منذ عام 1799.  تم وصف الدواء ودراسته على نطاق واسع في بولندا خلال القرن التاسع عشر،  وأعتبر على أنه بديل للأفيون، رغم أن تأثيره أضعف لكنه يفتقر إلى الآثار الجانبية، ويفضل في بعض الحالات. ومع ذلك، لم تنجح الجهود المبكرة لعزل شبه قلوي فعال. تم وصفه وأضافة المقاييس والمعايير الطبية الخاصة به في دستور الأدوية الأمريكي لعام 1898  والدستور الصيدلاني البريطاني لعام 1911  لإستخدامه في أقراص ومحاليل كحولية والشراب كمسكن للسعال المتهيج أو كمنوم خفيف (مساعد النوم) ضد للأرق. يتطلب التعريف القياسي للاكتوكاريوم في هذه المخطوطات إنتاجه من خس نفاذ ، ولكنه تم الإقرار على أنه يمكن إنتاج كميات أصغر من اللاكتوكاريوم بطريقة مماثلة من الخس و الخس الكندي ، وحتى أن أفيون الخس الذي يتم إستخلاصه من خس منشاري أو خس جبار يعتبر ذا جودة أعلى.
في القرن العشرين، وجدت دراستان رئيسيتان أن اللاكتوكاريوم التجاري لم يظهر أي تأثير. في عام 1944، خلص فولتون إلى أن «الطب الحديث يعتبر أن خصائصه المنتجة للنوم تعتبر خرافة، وتأثيره العلاجي مشكوك فيه أو لا يكن شيء مهم». حددت دراسة أخرى في ذلك الوقت خصائص كيميائية مرة للاكتاكاريوم نتيجة المكونات الفعالة لاكتوسين ولاكتوبيكرين، لكنها لاحظت الدراسة أن هذه المركبات من المستخلص اللبني الطازج كانت غير مستقرة ولم تبقى قيد الاستخدام في المستحضرات التجارية لإنتاج اللاكتوكاريوم. وفقًا لذلك، سقط أفيون الخس من شعبيته، حتى بدأت منشورات حركة الهيبيز في الترويج له في منتصف عقد السبعينيات كعقار قانوني ينتج النشوة والإبتهاج، الذي تتفاقم تأثيراته أحيانًا مع إضافة قطرم حقيقي أو الداميانة.[هل المصدر موثوق به؟]  أكدت الأعمال والبحوثات الحديثة أن لاكتوسين ولاكتوكوبيكرين فعلا لهما خصائص مسكنة ومهدئة.
تم استخدام بذور الخس أيضًا لتخفيف الألم. تم إدراج بذور الخس كمخدر في كتاب القانون في الطب لإبن سينا، والذي كان بمثابة كتاب طبي موثوق به ويجدر الإنصياع لتعليماته عبر الفترة التي كانت بعد عام 1000 م وحتى القرن السابع عشر.

## إستعماله في العصر الحالي
على الرغم من أن اللاكتوكاريوم قد تلاشى من الاستخدام العام كمسكن للألم، إلا أنه لا يزال متاحًا، ويتم الترويج له أحيانًا باعتباره دواء نفسي المفعول قانونيًا.
لا تزال بذور الخس العادي ، تستخدم في الطب الشعبي في موطن ابن سينا، أي إيران.[بحاجة لمصدر]

## المكونات الكيميائية

المركبات الكيميائية التي تظهر في الخس: (1) α-lactucerol (taraxasterol) ؛ (2) β-lactucerol (لاكتوكون ، لاكتوسيرين) ؛ (3) لاكتوسين. (4) لاكتوكوبيكرين

المكونات الكيميائية لمركب الاكتوكاريوم التي تم فحص فعاليتها البيولوجية تشمل لاكتوسين ومشتقاته لاكتوكوبيكرين و 11، 13-ديهيدرولاكتوسين. وجد أن لاكتوسين ولاكتوكوبيكرين لهما تأثيرات مسكنة مماثلة لتلك الخاصة بالإيبوبروفين، وفعالية مهدئة في قياسات الحركات العفوية للفئران.  تُنسب بعض التأثيرات أيضًا إلى أثر الهيوسيامين في خس نفاذ ، لكن شبه القلوي هذا كان لا يمكن تحديد كميته (أي كميته هزيلة للغاية أو معدومة) في اللاكتوكاريوم القياسي.  تبين أن المستخلص الخام للبذور له تأثيرات مسكنة ومضادة للالتهابات في إختبارات ميثانال وكاراجينان المتبعة لجرذان المختبر. لم يكن المستخلص ساما للجرذان بجرعة 6 غرام لكل كيلوغرام.
يحتوي خس نفاذ على مركبات الفلافونويد والكومارين وN-ميثيل فينيثيلامين.   تم عزل مجموعة متنوعة من المركبات الكيميائية الأخرى من خس نفاذ (الإسم العلمي: L. virosa). أحد المركبات، اللاكتوسين، هو ناهض لمستقبلات الأدينوزين في المختبر ،  بينما ثبت أن مركب آخر، وهو لاكتوكوبيكرين، يعمل كمثبط لأسيتيل مثبط إستيراز الأسيتيل كولين في المختبر.

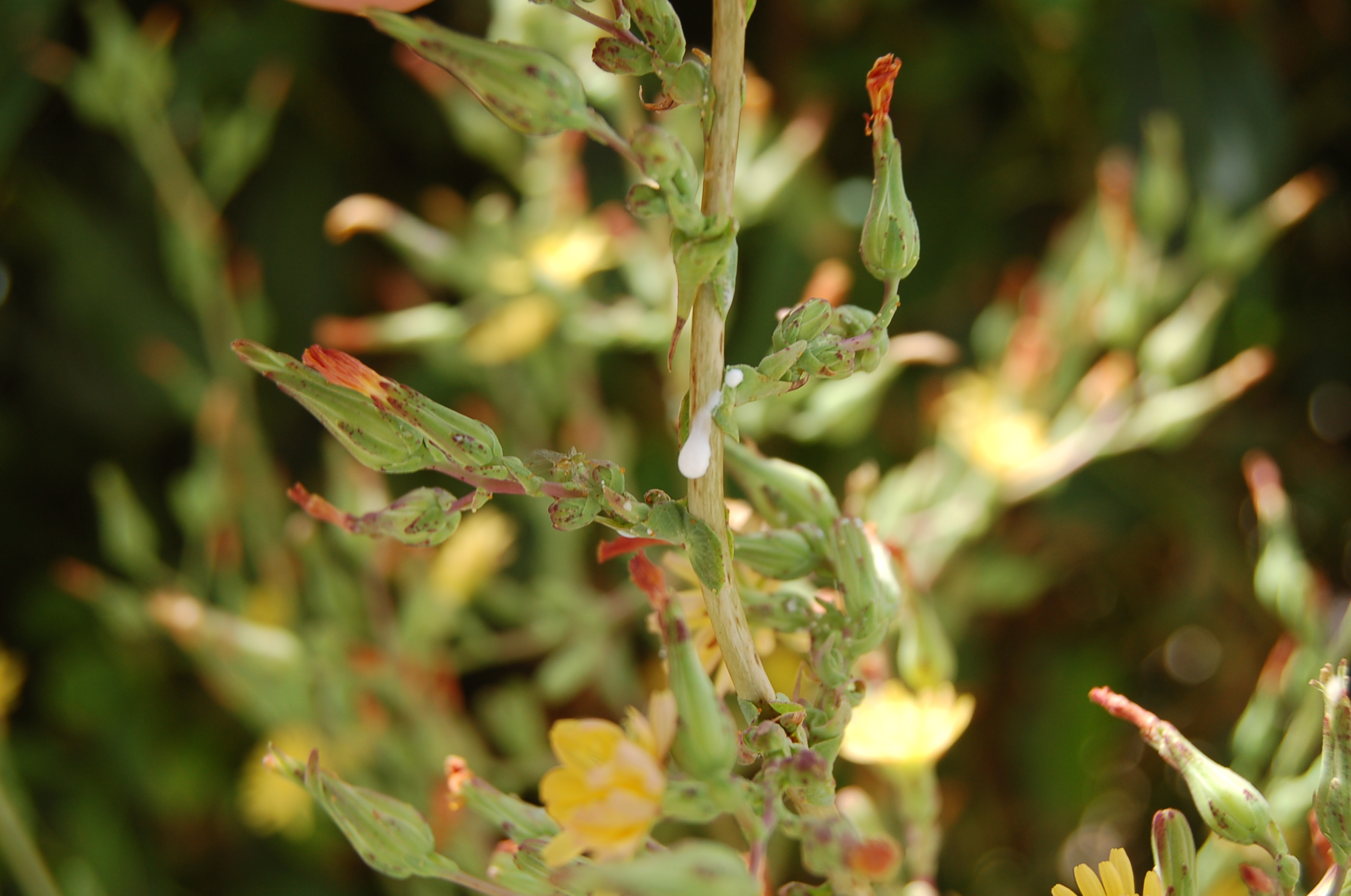
خس نفاذ (الإسم العلمي : Lactuca virosa)

وجد أن خس فلوريدي يحتوي على 11β ، 13-ثنائي هيدرو-لاكتوسين-8-O- أسيتات هيدرات.

## تركيبات
تم استخدام لاكتوكاريوم دون التعديل عليه في معينات، 30-60 ملليغرام (0.5 إلى 1 ذرة)، يخلط أحيانًا مع البورق. ومع ذلك، فقد وجد أنه أكثر فاعلية في أن يتم صياغة الدواء كدواءللسعال - اسم الدواء بالإنجليزية (Syrupu Lactucarii ، USP) -الذي يحتوي على صافي 5٪ لاكتوكاريوم، و 22٪ جلسرين، و 5٪ كحول، و 5٪ ماء زهر البرتقال في شراب للسعال.